# 잡는꼬리호저속
잡는꼬리호저속 또는 멕시코산미치광이속(Coendou)은 아메리카호저과에 속하는 설치류 분류군이다. 중앙아메리카와 남아메리카에서 발견된다. 이전에는 2개의 신열대구 나무호저류 속, 아마존호저속(Echinoprocta)과 난쟁이호저속(Sphiggurus)을 별개의 속으로 인식했지만, 유전학적 계통 분석을 통해 이제는 잡는꼬리호저속(Coendou)으로 통합하여 분류하고 있다.

## 특징
잡는꼬리호저류의 가장 중요한 특징은 가시가 없는 잡는꼬리이다. 앞발과 뒷발도 움켜쥘 수 있도록 발달해 있다. 팔다리 모두 잘 기어오를 수 있도록 도와주며, 나무 위에서 대부분의 시간을 보낼 수 있도록 적응되어 있다. 먹이는 식물의 잎과 싹, 과일, 나무껍질, 뿌리 그리고 새싹이다. 농장 작물에게는 해로운 동물일 수 있다. 야생에서 의사 소통을 할 수 있는 독특한 "아기같은" 소리를 내기도 한다. 새끼는 부드러운 털을 가지고 태어나며, 나이가 들면서 날카롭고 단단하게 변한다. 다 자라면 천천히 움직이고, 위협을 받으면 땅에서 공처럼 구른다. 수명은 27년이다.

## 하위 종
17종으로 이루어져 있다.
| - 바투리테호저 (C. baturitensis) - 이색가시호저 (C. bicolor) - 줄무늬난쟁이호저 (C. ichillus) - 바이아호저 (C. insidiosus) - 검은꼬리털난쟁이호저 (C. melanurus) - 멕시코털난쟁이호저 (C. mexicanus) - 검은난쟁이호저 또는 쿠프먼호저 (C. nycthemera) - 브라질호저 (C. prehensilis) - 부분탈색털난쟁이호저 (C. pruinosus) | - 안데스호저 (C. quichua) - 루스말렌난쟁이호저 (C. roosmalenorum) - 로트실트호저 (C. rothschildi) - 아마존호저 (C. rufescens) - 산타마르타호저 (C. sanctamartae) - 호프호저 (C. speratus) - 파라과이털난쟁이호저 (C. spinosus) - 갈색털난쟁이호저 (C. vestitus) |